# Кобаяси, Хитоми
Хитоми Кобаяси (яп. 小林ひとみ Кобаяси Хитоми, род. 2 сентября 1965) — японская порноактриса. «Mainichi Shimbun» называет её «одной из икон истории японской порноиндустрии». Беспрецедентная популярность, сопровождавшая Кобаяси в середине 1980-х годов, принесла ей титул «королевы порно». По мнению репортёра «Shukan Shincho», Хитоми Кобаяси «заложила основы золотой эпохи порнографии».
Дебютировав в качестве обычной фотомодели, Кобаяси в 1986 году начала сниматься для порножурналов. В 1987 году Хитоми Кобаяси по предложению компании «Никкацу», которая на тот момент была ведущим производителем мягкой порнографии, начинает сниматься в кино. Выйдя замуж, в 1989 году Кобаяси практически прекратила сниматься, но в 1998 году окончательно вернулась в порноиндустрию. В 2003 году объявила об уходе в своём последнем высокобюджетном фильме из двух частей, после выхода которого последовал скандал.

## Биография
По официальным данным, Хитоми Кобаяси при рождении звали Юкари Исии (яп. 石井ゆかり), она родилась в Токио 2 сентября 1965 года. Впрочем, незадолго перед окончанием карьеры в интервью изданию «Weekly Post» Кобаяси заявила, что родилась в 1963 году. Ещё в детстве хотела стать актрисой. Окончила актёрскую школу, затем зарегистрировалась в агентстве талантов. После съёмок в своём первом порнофильме Хитоми Кобаяси заявила: «Я потеряла девственность в 18 лет, это, вероятно, немного поздновато и я не имела особого опыта с мужчинами».
Сравнительный сексуальный консерватизм Кобаяси повлиял на её карьеру в порнобизнесе. Все сцены секса с ней, кроме самого последнего видео, были симулированными. Даже на заре карьеры Хитоми Кобаяси относилась к сексу сдержанно. В интервью, взятом после её ухода из порнобизнеса, Кобаяси сказала: «Мне нравится секс. Но то, что я снимаюсь в порно не значит, что я имею сверхбольшой опыт в этом. Я играла в кино сцены оргий, лесбийские сцены, а также много других странных сцен, но мир в кино — это не реальный мир. Моя реальная жизнь самая обычная. Я даже в мыслях не могу представить себя занимающейся сексом где-то, кроме кровати, а участие в оргии для меня немыслимо. Меня вполне устраивает миссионерская позиция».
В мае 1986 года Кобаяси дебютировала под псевдонимом Каори Мацумото (яп. 松本かおり), выпустив фотокнигу и видео с фотографиями, оба назывались «Pounding: 19-year-old Kaori» (яп. ときめき・かおり19歳). Хитоми Кобаяси считала, что на этом её карьера в этой сфере закончится.
Вскоре после этого Кобаяси получила новое предложение. Она впоследствии описывала это так: «Мне предложили сняться в фильме „Запретные отношения“ (яп.  киндзирарэта канкэй), мне сказали, что в этом фильме будут сцены, в которых я будут голой, и сцены секса, но не будет ничего выходящего за рамки». Вскоре Хитоми узнала, что фильм, в котором ей предложили сниматься, является порнографическим. Сначала она хотела отказаться от съёмок, но после долгих переговоров со своим агентом Кобаяси согласилась сыграть в фильме при условии, что сцены секса будут симулированными. Она снялась в этом фильме под псевдонимом Хитоми Кобаяси, фильм «Запретные отношения» имел большой успех, было продано 50 тысяч копий. Популярность Хитоми Кобаяси сделала её одной из ведущих порноактрис середины 1980-х годов, принеся Кобаяси титул «королевы порно».
По японским законам показ половых органов на экране запрещён, это позволило Хитоми Кобаяси на протяжении всей карьеры в порноиндустрии заниматься только симулированными половыми актами. Кобаяси считала свои секса в порно видом актёрской игры и придумывала различные методы симулирования полового акта. В одном интервью она заявила: «Я просила режиссёров щекотать мои пятки, когда я пыталась сдержать смех, это выглядело как оргазм».
Однажды на рынок попала копия фильма с участием Кобаяси без цензуры. Поскольку на видео явно было видно, что сексуальный акт является лишь имитацией, Хитоми Кобаяси опасалась, что из-за этого поклонники отвернутся от неё. Эти страхи оказались беспочвенны, популярность Кобаяси продолжила расти.
К 1987 году популярность Кобаяси принесла ей титул «королевы порно» . В этот период компания «Никкацу», которая была лидером на рынке мягкого порно, транслируемого в кинотеатрах, быстро теряла аудиторию, которая уходила в сферу обычного порно, распространяемого на кассетах. Хотя «Никкацу» в публичных заявлениях осуждала порнографию, она предложила Хитоми Кобаяси сняться в своих фильмах. Первый фильм участием Кобаяси был выпущен в январе 1987 года и получил название «Тайное наслаждение Хитоми Кобаяси» (яп. 小林ひとみ 奥戯快感　艶). В марте того же года был выпущен второй фильм с её участием «Hitomi Kobayashi's Heavy Petting» (яп. ハード・ペッティング), он был снят в новом поджанре «Roman X», который более жёстким чем фильмы поджанра «Roman Porno», снимавшиеся до этого «Никкацу». Впрочем японская цензура сделала жёсткость фильма практически бессмысленной, поскольку, как отметил в своей работе Дональд Ричи, «ни один из рабочих органов не был показан». Оба этих фильма не обрели популярности, как у критиков, так и у обычных зрителей.
Третьим фильмом, в котором Хитоми Кобаяси снялась для компании «Никкацу», стал «Hitomi Kobayashi's Young Girl Story» (яп. 小林ひとみの令嬢物語), который был выпущен в декабре 1987 года. Он имел больше общего со старыми фильмами «Никкацу», также в этом фильме, в отличие от первых двух, имелось некое подобие сюжета. Ситуацию, впрочем, это не исправило. В 1988 году «Никкацу» прекратила съёмки фильмов в поджанре «Roman Porno», в 1993 году компания объявила себя банкротом.
В 1987 году Хитоми Кобаяси вышла замуж за Тосифуми Юдзаву, который впоследствии возглавил агентство талантов компании «Никкацу». В 1988 году Кобаяси снялась в фильме «Ловушка живых мертвецов» (яп. 死霊の罠), который не относился к жанру порнографии. Сценарий фильма был написан Такаси Исии, режиссёром был Тосихару Икэда, по фильму было снято два сиквела. Фильм «Ловушка живых мертвецов» финансировала компания «Japan Home Video», также занимавшаяся выпуском порнографии с участием Хитоми Кобаяси, и компания хотела увидеть её в фильме. Режиссёр Тосихару Икэда сомневался в её актёрских способностях, поэтому главную роль сыграла Миюки Оно, Кобаяси досталась роль второго плана. В 1989 году Хитоми Кобаяси практически прекратила сниматься. Она не объявляла о своём уходе, иногда снималась в порно, периодически подрабатывала стриптизёршей. В 1996 и 1997 годах Кобаяси снялась в двух фильмах Сатору Кобаяси, в 1962 году снявшего первый фильм жанра «пинку эйга» «Рынок плоти». В 1997 году Кобаяси сыграла роль вымышленной порноактрисы Мидзуки Махоро в Direct-to-video фильме «Destroying Mosaic» (яп. モザイク崩し). Официальный возврат Хитоми Кобаяси состоялся в ноябре 1998 года, когда она снялась в фильме «Love Bond», который также известен под названием «Immoral Bonds».
В порноиндустрии того времени в среднем карьера актрисы длилась около года, в течение этого времени она снималась в 5-10 фильмах. По состоянию на 2003 год длительность работы Кобаяси в порноиндустрии составляла примерно 15 лет, количество фильмов с её участием составляло около 70. 39 порнофильмов, в которых Хитоми Кобаяси сыграла главную роль, были проданы в количестве более 600 тысяч копий, принеся более 6 миллиардов йен (около 60 миллионов долларов).
Желая уйти на высокой ноте, Кобаяси со своим мужем, являвшемся также её менеджером, начали поиск инвесторов для съёмок двухсерийного порнофильма. Было объявлено о поиске 35 инвесторов, каждый из которых должен был вложить 500 тысяч йен (около пяти тысяч долларов), в обмен каждый из инвесторов получал право на один ужин с Кобаяси, упоминание в титрах фильма, а также право на эксклюзивный просмотр фильма. Фильм получил название «Hitomi Kobayashi FINAL» и был выпущен в декабре 2003 года.
Вскоре после выхода «Hitomi Kobayashi FINAL» некоторые из инвесторов заявили, что им были обещаны дивиденды, но они ничего не получили. Также сообщалось, что Кобаяси удалось привлечь более 50 инвесторов, но муж актрисы использовал привлечённые средства на свои личные цели, не связанные с фильмом. К жалобам со стороны инвесторов также прибавились, закрытие веб-сайта фильма, неоднократная смена названия компании, противоречивые сообщения о сборах фильма и отсутствие возможности связаться с Кобаяси. В 2004 году, по сообщениям СМИ, Кобаяси работала хостес в своём ночном клубе в Роппонги.